# ماتيا مارتشيستي
ماتيا مارتشيستي (بالإيطالية: Mattia Marchesetti)‏ (28 سبتمبر 1983 بكريما في إيطاليا - ) هو لاعب كرة قدم إيطالي في مركز الهجوم. لعب مع كييفو فيرونا ونادي ألساندريا ونادي تريستينا ونادي سامبدوريا ونادي فيتشينزا ونادي كريمونيسي ونادي مانتوفا وUSD Olginatese ‏ وإيه أس بيتزاغيتوني وAC Gozzano ‏ ونادي كريما 1908 ‏ ونادي سانت أنجيلو ‏.